# Павле Богатинчевић
Павле Богатинчевић (Београд, 24. септембар 1905 — Београд, 19. јун 1994) био је српски глумац.
Гимназију и глумачку школу завршио је у Београду. Члан београдског Народног позоришта постао је 1923. Од 1926. радио је у Нишу, Скопљу, Новом Саду и Сарајеву, а од 1936. стално је у Београду.
Као млад глумац истакао се улогама љубавника и у салонској комици, а касније у карактерним улогама. С великим успехом је креирао др Пубу Фабриција Глембаја (Мирослав Крлежа: Господа Глембајеви). У тој улози је нарочито је био изражен његов смисао за карактеризацију лика. Истакао се и улогом Нинковића (Бранислав Нушић: Госпођа министарка).
Играо је у свим београдским позориштима а имао је и више улога на филму.

## Филмографија
|                   | 1920 ▼ | 1950 ▼ | 1960 ▼ | 1970 ▼ | 1980 ▼ | Укупно |
| ----------------- | ------ | ------ | ------ | ------ | ------ | ------ |
| Дугометражни филм | 1      | 2      | 3      | 2      | 3      | 11     |
| ТВ филм           | 0      | 1      | 9      | 4      | 3      | 17     |
| ТВ серија         | 0      | 0      | 5      | 9      | 1      | 15     |
| Укупно            | 1      | 3      | 17     | 15     | 7      | 43     |

| Год.       | Назив                          | Улога                  |
| ---------- | ------------------------------ | ---------------------- |
| 1920.-те ▲ |                                |                        |
| 1923.      | Качаци у Топчидеру             |                        |
| 1950.-те ▲ |                                |                        |
| 1958.      | Четири километра на сат        | професор               |
| 1959       | Кампо Мамула                   | Капетан Браун          |
| 1959.      | Мистериозни Kамић              |                        |
| 1960.-те ▲ |                                |                        |
| 1960.      | Боље је умети                  | председник жирија      |
| 1962.      | Приче из хотела                |                        |
| 1964.      | Марш на Дрину                  |                        |
| 1964.      | Код судије за прекршаје        |                        |
| 1965.      | Соба 17                        |                        |
| 1965.      | Довољно је ћутати              |                        |
| 1967.      | Две столице и позадина         |                        |
| 1967.      | Посета малој планети           |                        |
| 1967.      | Волите се људи                 |                        |
| 1968.      | Операција Београд              | шеф амбуланте          |
| 1968.      | Силе (ТВ)                      |                        |
| 1968.      | Парничари                      | адвокат                |
| 1968.      | Горски цар                     |                        |
| 1968.      | Код Лондона                    |                        |
| 1969.      | Непријатељ народа              |                        |
| 1969.      | Скандал (ТВ)                   |                        |
| 1969.      | Чудесан свет Хораса Форда      |                        |
| 1970.-те ▲ |                                |                        |
| 1971.      | С ванглом у свет               |                        |
| 1971.      | Чедомир Илић                   | директор гимназије     |
| 1973.      | Наше приредбе (ТВ серија)      |                        |
| 1974.      | Црна листа                     | Господин Кајл          |
| 1974.      | Позориште у кући 2             | Маринковић             |
| 1974.      | СБ затвара круг                |                        |
| 1974.      | Димитрије Туцовић (ТВ серија)  |                        |
| 1975.      | Сведоци оптужбе                |                        |
| 1975.      | Песма (ТВ серија)              |                        |
| 1976.      | У бањи једног дана             | професор               |
| 1976.      | Ужичка република               | Политичар              |
| 1976.      | Вагон ли                       |                        |
| 1976.      | Грлом у јагоде                 | Тамарин тата           |
| 1978.      | Повратак отписаних             | министар Велимир Јовић |
| 1979.      | Прва српска железница          | Коста Месаровић        |
| 1980.-те ▲ |                                |                        |
| 1981.      | Дечко који обећава             | професор               |
| 1981.      | На рубу памети                 |                        |
| 1981.      | У агонији                      |                        |
| 1982.      | Приче преко пуне линије        |                        |
| 1983.      | Живети као сав нормалан свет   | професор               |
| 1986.      | Лијепе жене пролазе кроз град  |                        |
| 1986.      | Неозбиљни Бранислав Нушић      | Милан Предић           |
| 1989.      | Добрица Милутиновић, међу нама | Лично                  |